# Николаи, Леопольд Фёдорович
Леопольд Фёдорович Николаи (нем. Leopold-Friedrich Friedrichowitsch Nikolai; 30 ноября [12 декабря] 1844, Ижевск — 11 [24] марта 1908, Санкт-Петербург) — русский учёный в области мостостроения.

## Биография
Родился 30 ноября (12 декабря) 1844 года в Ижевске в семье прусского уроженца, исправника Ижевского оружейного завода Фридриха Медоро Николаи.
Учился в Первой казанской гимназии, после чего стал студентом физико-математического факультета Казанского университета.
Окончив его в 1866 году, поступил в Петербургский институт инженеров путей сообщения, который окончил в 1871 году.
Первые годы работы прошли на Киево-Брестской и Моршанско-Брестской железных дорогах. Затем работал инженером по техническим занятиям в Технико-инспекторском комитете железных дорог.
В сентябре 1876 года был приглашен репетитором параллельных классов ИИПС , а в 1880 г. избран экстраординарным профессором по кафедре «Строительное искусство».
В 1901 году Л. Ф. Николаи был избран заслуженным ординарным профессором, а в декабре того же года назначен директором ИИПС. В этой должности Леопольд Федорович проработал пять лет.
Одновременно со службой в Институте занимал технические должности в центральном управлении министерства путей сообщения, а с 1892 г. состоял членом инженерного совета министерства путей сообщения.
Принимал участие в работах по строительству Транссибирской магистрали, Екатеринославской железной дороги и моста через р. Днепр, в строительстве Троицкого моста в Петербурге (1897—1903).
Умер в Петербурге 11 (24) марта 1908 года, похоронен на Новодевичьем кладбище.
Совет Института увековечил его память, присвоив его имя лекционному залу.

## Научная деятельность
Леопольд Фёдорович Николаи разработал многие вопросы теории расчёта мостов: определение поперечных размеров опор в зависимости от допускаемых для мостов нагрузок и напряжений, расчёт ферм с параллельными поясами и несколькими пересечениями раскосов, неразрезных трёхшарнирных арочных ферм, безраскосных балочных ферм с жёсткими узлами и др.
Автор двух капитальных учебников о мостах, а также трудов в области проектирования железных дорог.

## Семья
Женился 6 июля 1877 года на дочери действительного статского советника Марии Ивановне Усковой (1855—1933). Все три сына Леопольда Фёдоровича имели отношение к науке:
- Виктор (1878—1955) — инженер-мостовик, профессор Московского института инженеров железнодорожного транспорта, участвовал в строительстве Московской окружной железной дороги, проектировал мосты через Москву-реку, Неву, Днепр, был руководителем проектов первых линий Московского метрополитена[6];
- Евгений (1880—1950) — заслуженный деятель науки и техники РСФСР, специалист по теоретической механике, профессор ряда ленинградских институтов (в том числе Ленинградского политехнического института (кафедра теоретической механики) и Ленинградского государственного университета (кафедра теории упругости)), учредил Ленинградские механическое общество и стал его председателем, автор учебника по механике, монографии «Теория гироскопов», ряда статей по теории упругости и теории колебаний;
- Борис (1887—1955) — специалист по сопротивлению материалов, профессор Одесского инженерно-строительного института, автор сборников задач и учебников по сопротивлению материалов, трёх книг по вопросам деревянных конструкций, один из основателей (вместе с П. Л. Еременок) теории прочности слабого природного камня и кладки из него[7].